# Belgian Football League seizoen 2011
Het seizoen 2011 is de 25e editie van de Belgische hoogste klasse van de Belgian Football League (BFL).

## Verloop van het seizoen
| FFL  | FFL    | FFL                                                                 | FFL                             | FFL                                                                   |
| Week | Datum  | Bezoekers                                                           | Uitslag                         | Thuis                                                                 |
| ---- | ------ | ------------------------------------------------------------------- | ------------------------------- | --------------------------------------------------------------------- |
| 1    | 20 feb | Brussels Bulls                                                      | 14 – 20                         | Antwerp Diamonds                                                      |
| 1    | 20 feb | Leuven Lions                                                        | 23 – 00                         | Ghent Gators                                                          |
| 2    | 27 feb | Brussels Black Angels                                               | 18 – 00                         | Leuven Lions                                                          |
| 2    | 27 feb | Bornem Titans                                                       | 07 – 60                         | Antwerp Diamonds                                                      |
| 3    | 06 mrt | Brussels Bulls                                                      | 33 – 00                         | Leuven Lions                                                          |
| 3    | 06 mrt | Antwerp Diamonds                                                    | 27 mrt                          | Limburg Shotguns                                                      |
| 3    | 06 mrt | Brussels Black Angels                                               | 07 – 20                         | West-Vlaanderen Tribes                                                |
| 3    | 06 mrt | Ghent Gators                                                        | 07 – 14                         | Bornem Titans                                                         |
| 4    | 13 mrt | Brussels Bulls                                                      | 00 – 00                         | Brussels Black Angels                                                 |
| 4    | 13 mrt | Antwerp Diamonds                                                    | 12 – 15                         | Ghent Gators                                                          |
| 4    | 13 mrt | West-Vlaanderen Tribes                                              | 40 – 13                         | Limburg Shotguns                                                      |
| 4    | 13 mrt | Bornem Titans                                                       | 27 – 13                         | Leuven Lions                                                          |
| 5    | 20 mrt | Bornem Titans                                                       | 06 – 19                         | Brussels Black Angels                                                 |
| 5    | 20 mrt | West-Vlaanderen Tribes                                              | 26 – 22                         | Brussels Bulls                                                        |
| 5    | 20 mrt | Ghent Gators                                                        | 06 – 26                         | Limburg Shotguns                                                      |
| 5    | 20 mrt | Leuven Lions                                                        | 00 – 35                         | Antwerp Diamonds                                                      |
| 6    | 27 mrt | Antwerp Diamonds                                                    | 28 – 19                         | Limburg Shotguns                                                      |
| 7    | 03 apr | Limburg Shotguns Ghent Gators West-Vlaanderen Tribes Brussels Bulls | 20 – 14 00 – 49 35 – 00 27 – 00 | Leuven Lions Brussels Black Angels Antwerp Diamonds Bornem Titans     |
| 8    | 10 apr | Antwerp Diamonds Ghent Gators Bornem Titans West-Vlaanderen Tribes  | 00 – 54 06 – 54 40 – 12 50 – 00 | Brussels Black Angels Brussels Bulls Limburg Shotguns Leuven Lions    |
| 9    | 17 apr | Leuven Lions Bornem Titans Brussels Black Angels Brussels Bulls     | 07 – 10 14 – 31 18 – 00 53 – 00 | Ghent Gators West-Vlaanderen Tribes Antwerp Diamonds Limburg Shotguns |
| 11   | 01 mei | West-Vlaanderen Tribes Limburg Shotguns                             | 27 – 60 0 – 55                  | Bornem Titans Brussels Black Angels                                   |
| 12   | 08 mei | Limburg Shotguns Ghent Gators                                       | 0 – 50* 00 – 54                 | Brussels Bulls West-Vlaanderen Tribes                                 |

| LFFAB | LFFAB  | LFFAB                                      | LFFAB                   | LFFAB                                    |
| Week  | Datum  | Bezoekers                                  | Uitslag                 | Thuis                                    |
| ----- | ------ | ------------------------------------------ | ----------------------- | ---------------------------------------- |
| 1     | 13 feb | Charleroi Cougars                          | 14 – 6                  | Ottignies Fighting Turtles               |
| 1     | 13 feb | Andenne Bears                              | 8 – 8                   | Liège Monarchs                           |
| 2     | 20 feb | Charleroi Cougars                          | 0 – 48                  | Brussels Tigers                          |
| 2     | 20 feb | Doornik Phoenix*                           | 14 – 12                 | Ottignies Fighting Turtles               |
| 3     | 27 feb | Liège Monarchs                             | 12 – 0                  | Andenne Bears                            |
| 3     | 27 feb | Brussels Tigers                            | 50 – 0 (FF 3QT)         | Doornik Phoenix*                         |
| 4     | 06 mrt | Andenne Bears                              | 06 – 38                 | Ottignies Fighting Turtles               |
| 4     | 06 mrt | Charleroi Cougars                          | 20 – 60                 | Liège Monarchs                           |
| 5     | 13 mrt | Doornik Phoenix*                           | 33 – 6                  | Charleroi Cougars                        |
| 5     | 13 mrt | Ottignies Fighting Turtles                 | 2 – 28                  | Brussels Tigers                          |
| 6     | 27 mrt | Andenne Bears Liège Monarchs               | 0 – 82 0 – 34           | Doornik Phoenix* Brussels Tigers         |
| 7     | 03 apr | Liège Monarchs Charleroi Cougars           | 14 – 47 50 – 0 (FF 4QT) | Ottignies Fighting Turtles Andenne Bears |
| 8     | 10 apr | Ottignies Fighting Turtles Brussels Tigers | 50 - 0 (FF 4QT) 47 - 0  | Doornik Phoenix* Charleroi Cougars       |
| 9     | 17 apr | Doornik Phoenix*                           | 0 - 50 (FF)             | Liège Monarchs                           |
| 9     | 17 apr | Andenne Bears                              | 0 - 80                  | Brussels Tigers                          |
| 10    | 01 mei | Doornik Phoenix*                           | 0 - 50 (FF)             | Brussels Tigers                          |
| 10    | 01 mei | Liège Monarchs                             | 18 - 33                 | Charleroi Cougars                        |
| 11    | 08 mei | Ottignies Fighting Turtles                 | 32 - 2                  | Andenne Bears                            |

| West-Vlaanderen Tribes | 8 | 0 | 0 | 1,000 | 283 | 62  | W8 |
| Brussels Black Angels  | 6 | 1 | 1 | 0,928 | 220 | 26  | W5 |
| Brussels Bulls         | 5 | 2 | 1 | 0,688 | 253 | 52  | W4 |
| Bornem Titans          | 4 | 4 | 0 | 0,500 | 114 | 142 | L2 |
| Antwerp Diamonds       | 3 | 5 | 0 | 0,375 | 101 | 162 | L2 |
| Limburg Shotguns       | 2 | 6 | 0 | 0,250 | 90  | 286 | L4 |
| Ghent Gators           | 2 | 6 | 0 | 0,250 | 44  | 239 | L1 |
| Leuven Lions           | 1 | 7 | 0 | 0,125 | 57  | 193 | L7 |

| Brussels Tigers            | 5 | 0 | 0 | 1,00 | 237 | 2   |
| Charleroi Cougars          | 4 | 0 | 2 | 0,67 | 117 | 125 |
| Ottignies Fighting Turtles | 3 | 0 | 2 | 0,60 | 125 | 64  |
| Liège Monarchs             | 1 | 1 | 4 | 0,25 | 58  | 142 |
| Andenne Bears              | 0 | 1 | 5 | 0,08 | 16  | 220 |
| Doornik Phoenix            | – | – | – | –    | –   | –   |
| Dudelange Dragons**        | — | — | — | —    | —   | —   |
| La Louvière Wolves**       | — | — | — | —    | —   | —   |

1. 1 2  Na de vierde wedstrijd eindigten de Phoenix hun seizoen. De al gespeelde wedstrijden werden afgelast.[3]

### Playoffs 2011
|  | Kwartfinales 15 mei @ Charleroi/Anderlecht | Kwartfinales 15 mei @ Charleroi/Anderlecht | Kwartfinales 15 mei @ Charleroi/Anderlecht |  |  | Halve finales 22 mei @ Izegem/Evere | Halve finales 22 mei @ Izegem/Evere | Halve finales 22 mei @ Izegem/Evere |  |  | Belgian Bowl XXIV 4 juni 2011 @ Oostende | Belgian Bowl XXIV 4 juni 2011 @ Oostende | Belgian Bowl XXIV 4 juni 2011 @ Oostende |
|  |                                            |                                            |                                            |  |  |                                     |                                     |                                     |  |  |                                          |                                          |                                          |
|  |                                            |                                            |                                            |  |  | 1                                   | West-Vlaanderen Tribes              | 27                                  |  |  |                                          |                                          |                                          |
|  | 2                                          | Charleroi Cougars                          | 0                                          |  |  | 2                                   | Brussels Bulls                      | 21                                  |  |  |                                          |                                          |                                          |
|  | 3                                          | Brussels Bulls                             | 49                                         |  |  |                                     |                                     |                                     |  |  | 1                                        | West-Vlaanderen Tribes                   | 20                                       |
|  |                                            |                                            |                                            |  |  |                                     |                                     |                                     |  |  | 2                                        | Brussels Black Angels                    | 14                                       |
|  |                                            |                                            |                                            |  |  | 1                                   | Brussels Tigers                     | 10                                  |  |  |                                          |                                          |                                          |
|  | 2                                          | Brussels Black Angels                      | 35                                         |  |  | 2                                   | Brussels Black Angels               | 38                                  |  |  |                                          |                                          |                                          |
|  | 3                                          | Ottignies Fighting Turtles                 | 0                                          |  |  |                                     |                                     |                                     |  |  |                                          |                                          |                                          |